# Rudolph A. Marcus
Rudolph Arthur Marcus (* 21. července 1923 Montréal) je americký chemik kanadského původu, nositel Nobelovy ceny za chemii za rok 1992. Obdržel ji za svůj přínos k teorii přenosu elektronů v chemických soustavách. Vystudoval McGillovu univerzitu v Montrealu. Poté pracoval na Polytechnickém institutu v Brooklynu a od roku 1952 na Univerzitě Severní Karolíny. Roku 1958 získal občanství USA a roku 1964 se jeho zaměstnavatelem stala Univerzita Illinois v Urbana Champaign. Později byl profesorem na Caltechu a na Nanyang Technological University v Singapuru.